# Institut für Brand- und Katastrophenschutz Heyrothsberge
Das Institut für Brand- und Katastrophenschutz Heyrothsberge oder kurz IBK Heyrothsberge ist die Landesfeuerwehrschule des Landes Sachsen-Anhalt, sie liegt in Heyrothsberge bei Magdeburg. Sie ist eine der größten Feuerwehrausbildungsstätten in Deutschland. Zum Institut gehören ein Übungsgelände, welches gemeinsam mit dem  IdF Sachsen-Anhalt genutzt wird, und Einrichtungen für den theoretischen Unterricht. Zu den Aufgaben des Standorts gehört die Ausbildung von Führungskräften in den Feuerwehren und von Mitarbeitern der Krisenstäbe der Regierungsebenen.

## Gesetzliche Grundlage
Die Gesetzliche Grundlage für das IBK Heyrothsberge bildet das Brandschutz- und Hilfeleistungsgesetz des Landes Sachsen-Anhalt (Brandschutzgesetz).
Allen Berufsfeuerwehren und Freiwilligen Feuerwehren des Landes bietet das IBK Heyrothsberge seine Dienste an. Eingeschränkt können außerdem die Werkfeuerwehren dessen Dienste in Anspruch nehmen.

## Geschichte
(Quelle:)

### Feuerwehrschule der Provinz Sachsen
Mit Gründung der Feuerwehrschule der Provinz Sachsen am 22. Mai 1938 galt die Schule als eine der am besten eingerichteten Ausbildungsstätten der Feuerwehr in Deutschland.
Die Schulgebäude wurden während Bombenangriffen im Zweiten Weltkrieg stark beschädigt. Nach der Restauration konnte 1948 wieder mit der Ausbildung von Freiwilligen und Berufsfeuerwehren begonnen werden.

### Fachschule der Feuerwehr Heyrothsberge
Von 1967 bis 1991 wurden in insgesamt 29 Ingenieurlehrgängen 3.155 Brandschutzingenieure sowie 170 ausländische Feuerwehrangehörige ausgebildet. Am 16. Oktober 1991 erfolgte die Umbenennung in „Brandschutz- und Katastrophenschutzschule Heyrothsberge“.

### Brandschutz- und Katastrophenschutzschule Heyrothsberge (BKS)
Die BKS Heyrothsberge hatte sich in der DDR zu einer der modernsten Aus- und Weiterbildungsstätten für den Brandschutz und die Gefahrenabwehr entwickelt, welche dann von 1991 bis 1997 auch zur Ausbildungsstätte im erweiterten Katastrophenschutz für Brandenburg, Berlin, Sachsen-Anhalt, Sachsen und Thüringen wurde.
Am 15. Dezember 1998 wurde das Bildungszentrum der Jugendfeuerwehr Sachsen-Anhalt auf dem Gelände der BKS eingeweiht.

### Institut für Brand- und Katastrophenschutz (IBK)
Im Jahr 2011 wurde die BKS Heyrothsberge zum Institut für Brand- und Katastrophenschutz Heyrothsberge (IBK) umgewandelt. Im Zuge dessen wurde dem IBK das Bildungszentrum der Jugendfeuerwehr Sachsen-Anhalt bis Ende 2013 angegliedert und die Verbundenheit mit dem IdF Sachsen-Anhalt vertieft.
Diese Schulreform hatte eine Verringerung der benötigten Geldmittel durch Verringerung der Arbeitsstellen zur Folge.

### Tabellarische Übersicht der Schulnamen
| Zeitraum                    | Name der Schule                                                         | Bemerkung                                |
| --------------------------- | ----------------------------------------------------------------------- | ---------------------------------------- |
| 22. Mai 1938 – ??. Okt 1948 | Feuerwehrschule der Provinz Sachsen                                     | Provinzial-Feuerwehrschule Heyrothsberge |
| ??. Okt 1948 – 31. Jul 1950 | Landesfeuerwehrschule Sachsen-Anhalt                                    |                                          |
| 1. Aug 1950 – 30. Sep 1954  | Zentralschule der Volkspolizei                                          | ZSDVP                                    |
| 1. Okt 1954 – 31. Jul 1960  | Ausbildungseinheit Feuerwehr                                            | ABE/F                                    |
| 1. Aug 1960 – 31. Dez 1962  | Unterführerschule der Feuerwehr                                         | UFS/F                                    |
| 1. Jan 1963 – 30. Jun 1965  | Zentrale Lehranstalt des Ministeriums des Innern - Feuerwehr            | ZLA/F                                    |
| 1. Jul 1965 – 14. Mär 1967  | Spezialschule des Ministeriums des Innern - Feuerwehr                   |                                          |
| 15. Mär 1967 – 7. Okt 1971  | Fachschule des Ministeriums des Innern - Feuerwehr                      | FS d.MdI/F                               |
| 8. Okt 1971 – ??. ??? 1989  | Fachschule des Ministeriums des Innern „Hermann Matern“                 |                                          |
| ??. ??? 1989 – 30. Apr 1990 | Fachschule des Ministeriums für Innere Angelegenheiten „Hermann Matern“ |                                          |
| 1. Mai 1990 – 15. Okt 1991  | Fachschule der Feuerwehr Heyrothsberge                                  |                                          |
| 16. Okt 1991 – 31. Dez 2011 | Brandschutz- und Katastrophenschutzschule Heyrothsberge                 | BKS                                      |
| 1. Jan 2012 – heute         | Institut für Brand- und Katastrophenschutz Heyrothsberge                | IBK                                      |

### Übersicht der Schulleiter
| Zeitraum                    | Leiter der Schule                                 | Bemerkung                                                                               |
| --------------------------- | ------------------------------------------------- | --------------------------------------------------------------------------------------- |
| 22. Mai 1938 – 22. Aug 1945 | ?                                                 |                                                                                         |
| 22. Aug 1938 – 16. Feb 1945 | Feuerlöschdirektor Herrmann Scholz                |                                                                                         |
| 17. Feb 1945 – 4. Okt 1948  | ?                                                 |                                                                                         |
| 5. Okt 1948 – 31. Dez 1949  | Oberbaurat Erich Crollmus                         |                                                                                         |
| 1. Jan 1950 – 30. Jun 1950  | Brandinspektor Werner Reinowski                   |                                                                                         |
| 1. Jul 1950 – 31. Dez 1950  | Brandmeister Erich Els                            | kommissarisch                                                                           |
| 1. Jan 1951 – 30. Apr 1951  | Brandinspektor Günter Fischer                     |                                                                                         |
| 1. Mai 1951 – 30. Jun 1955  | Kommandeur Arno Schlegel                          | kommissarisch                                                                           |
| 1. Jul 1955 – 31. Jan 1956  | Brandinspektor Heinz Horn                         |                                                                                         |
| 1. Feb 1956 – 10. Jul 1960  | Oberst der Feuerwehr Heinz Werder                 | aus disziplinaren Gründen abgelöst                                                      |
| 11. Jul 1960 – 30. Sep 1960 | Major der Feuerwehr Alfred Baudach                | mit der Leitung beauftragt                                                              |
| 1. Okt 1960 – 8. Feb 1961   | Oberstleutnant der Feuerwehr Willy Günther        | mit der Weiterführung beauftragt                                                        |
| 9. Feb 1961 – 28. Feb 1961  | ?                                                 |                                                                                         |
| 1. Mär 1961 – 31. Aug 1961  | Hauptmann der Feuerwehr Heinz Haberland           | kommissarisch                                                                           |
| 1. Sep 1961 – 28. Feb 1967  | Oberstleutnant der Feuerwehr Fritz Kempert        |                                                                                         |
| 1. Mär 1967 – 31. Dez 1979  | Oberstleutnant der Feuerwehr Erich Hähnel         | bei Ausscheiden Oberst d.F.                                                             |
| 1. Jan 1980 – 28. Jun 1990  | Oberstleutnant der Feuerwehr Dr. Manfred Kleinert | bei Ausscheiden Oberst d.F.                                                             |
| 28. Jun 1990 – 15. Okt 1991 | Oberbrandrat Dr.-Ing. Peter Ladewig               | erst am 16. Okt 1991 zum Direktor berufen                                               |
| 16. Okt 1991 – 26. Mär 1999 | Oberbrandrat Dr.-Ing. Peter Ladewig               | bei Ausscheiden Leitender Branddirektor                                                 |
| 27. Mär 1999 – 30. Jun 1999 | Branddirektor Dr.-Ing. Horst Büttner              |                                                                                         |
| 1. Jul 1999 – 30. Sep 2014  | Brandoberrat Dipl.-Ing. Hubert Lux                | bei Ausscheiden Leitender Branddirektor                                                 |
| 1. Okt 2014 – 24. Feb 2015  | Brandoberrat Dipl.-Ing. (FH) Frank Mehr           | Wahrnehmung der Dienstgeschäfte als bestellter Stellvertreter des Direktors             |
| 25. Feb 2015 – 31. Dez 2020 | Brandoberrat Dipl.-Ing. (FH) Frank Mehr           | bei Ausscheiden Leitender Branddirektor                                                 |
| 1. Jan 2021 – 19. Nov 2023  | Branddirektor Jörg Buchaly                        | Wahrnehmung der Dienstgeschäfte als bestellter Stellvertreter des Direktors             |
| 20. Nov 2023 – heute        | Brandoberrat Andreas Rößler                       | Wahrnehmung der Dienstgeschäfte per Abordnung aus dem Ministerium für Inneres und Sport |

## Angebot

### Lehrgangs- und Fortbildungsangebot
Angeboten werden Lehrgänge ab der dritten Ausbildungsebene, also vom Gruppenführer an aufwärts. Überwiegend wird unterschieden zwischen Berufsfeuerwehr und Freiwilliger Feuerwehr.
Neben diesen vorrangig mehrtägigen Lehrgängen gibt es ein vielfältiges Angebot an verschiedenen Seminaren zur Vermittlung von spezifischen aktuellen Themen oder Neuerungen. Im Speziellen werden für Führungskräfte besondere Veranstaltungen, die rechtliche, organisatorische und ähnliche Führungsaufgaben beinhalten, vorgehalten.
Die Planungen für die Lehrgänge werden auf Grundlage einer Bedarfsanalyse erstellt. Im zweiten Quartal eines Jahres melden die Berufs- und Werkfeuerwehren ihren Bedarf an das IBK, der Bedarf der Freiwilligen Feuerwehren wird durch von Gemeinden über den Dienstweg (Landesverwaltungsamt) des Landes ermittelt. Bis zum Ende des Jahres 2020 erfolgte die Zuweisung der Plätze nach demselben Schema. Bei den Freiwilligen Feuerwehren wurden die Plätze über die Landkreise zugeteilt. Die Werk- und Berufsfeuerwehren erhielten die Lehrgangsplätze über eine Direktzuweisung und meldeten dann die entsprechenden Teilnehmer.
Seit dem 1. Januar 2021 wird durch das IBK eine webbasierte Lehrgangsmanagementplattform mit dem Namen „eacdia“ zur Veranstaltungsplanung, -organisation und -anmeldung genutzt. Die Einsatzkräfte der Freiwilligen Feuerwehren können sich über ein persönliches Konto für einen Lehrgang anmelden. Ein „Genehmiger“ auf Ebene der zuständigen Gemeinde prüft ob die Voraussetzungen für den besuch des Lehrganges erfüllt sind und schaltet dann diese Anmeldung frei. Durch dieses System entfällt die Quotierung von Lehrgängen zugunsten einer flexibleren und besser auf die individuellen Bedürfnisse der Angehörigen von Freiwilligen Feuerwehren zugeschnittenen Lehrgangsanmeldung. Die Werk- und Berufsfeuerwehren erhalten weiterhin die Lehrgangsplätze über eine Direktzuweisung und melden dann die entsprechenden Teilnehmer.
Neben der Ausbildung von Feuerwehren besteht außerdem eine Kooperation mit dem Studiengang Sicherheit und Gefahrenabwehr. Hierzu gehören u. a. Dozententätigkeiten der Lehrkräfte in den akademischen Einrichtungen oder direkt am IBK, wie beispielsweise im Bereich Stabsarbeit.

#### Bildungszentrum der Jugendfeuerwehr Sachsen-Anhalt
Die Lehrgänge der Bildungs- und Begegnungsstätte der Jugendfeuerwehr Sachsen-Anhalt als Aus- und Fortbildungsort für (angehende) Betreuer und Leiter von Kinder- und Jugendfeuerwehren werden über die Internet-Anmeldung der Jugendfeuerwehr Sachsen-Anhalt abgewickelt.

## Einrichtungen
Zur Einrichtung des IBK gehören Lehrsäle, unter anderem Planspielräume und Chemieräume, eine Sporthalle, eine Fahrzeughalle und ein großräumiges, teils überdachtes Übungsgelände.

### Übungsgelände
Auf dem Übungsgelände des IBK wird ein großer Teil der praktischen Lehrgangsteile abgehalten sowie praktische Prüfungen abgenommen. Das Gelände ermöglicht eine Vielzahl von Übungsszenarien. Neben Gebäuden und Baustellen sind Straßen- sowie Schienenfahrzeuge zur praktischen Umsetzung der Lehrinhalte vorhanden. Hervorzuheben ist das Brandübungshaus, ein Funkturm und eine große Übungshalle, u. a. mit Trainingsmöglichkeiten  für die Spezielle Rettung aus Höhen und Tiefen und eine Trümmerstrecke mit mehreren Kriechgängen. Als Fahrzeuge sind Kesselwagen nach Standard der Deutschen Bahn, Personenwaggons, Autos, ein Bus und Lastkraftwagen vorhanden.

### Freizeiteinrichtungen
Es gibt am IBK verschiedene Freizeiteinrichtungen, die eine Beschäftigung vor und nach den Lehrgangszeiten ermöglichen. Dazu gehören eine Sporthalle mit Fitnessbereich, ein Grillplatz sowie die Kantine. Im Wohnbereich des IBK gibt es Gemeinschaftsräume mit TV-Anlagen und Teeküchen sowie weitere Freizeit- und Sporträume mit Tischkicker, Billardtisch, Fitnessgeräten und einer Tischtennisplatte.